# Guy Beckley
Guy Beckley (* 1805; † 26. Dezember 1847 in Ann Arbor) war ein US-amerikanischer Methodisten-Pfarrer, Abolitionist und Herausgeber der Zeitung Signal of Liberty.

## Leben
Guy Beckley wurde 1827 im Alter von 22 Jahren Predigerkandidat der New England Methodist Conference und wirkte zuerst in Rochester. 1829 wurde er zum Diakon ernannt und 1831 zum Presbyter geweiht. In den nächsten Jahren war er als Wanderprediger tätig, und 1836 wurde er Mitglied der American Anti-Slavery Society. Nachdem seine erste Frau, Caroline Beckley, geb. Walker, am 18. Mai 1839 in Northfield verstarb und ihn mit fünf Kindern zurückließ, heiratete Beckley erneut und zog mit seinen Kindern nach Ann Arbor, wo bereits ein Bruder und eine Schwester von ihm lebten. Dort war er im Handelshaus seines Bruders tätig, gründete die Michigan Anti-Slavery Society und wurde Herausgeber der Zeitung Signal of Liberty, die sich für die Befreiung der Sklaven einsetzte. Darüber hinaus war er als Organisator wesentlich an der Underground Railroad beteiligt, die Sklaven aus den Südstaaten zur Flucht in den Norden der USA und weiter nach Kanada verhalf.